# Долови (Доњи Вакуф)
Долови је насељено мјесто у Босни и Херцеговини, у општини Доњи Вакуф, које административно припада Федерацији Босне и Херцеговине. Према попису становништва из 1991. у насељу је живјело 108 становника.

## Становништво
По последњем службеном попису становништва из 1991. године, у насељу Долови живело је 108 становника. Сви становници су били Срби.